# Benignus von Safferling
Benignus Safferling, desde 1881 Ritter von Safferling (Freising, 30 de novembro de 1824 – Partenkirchen, 4 de setembro de 1899) foi um general da infantaria e Ministro da Guerra do Reino da Baviera.